# Christian Noël
Christian Noël (Agen, 13 de marzo de 1945) es un deportista francés que compitió en esgrima, especialista en la modalidad de florete.
Participó en cuatro Juegos Olímpicos de Verano entre los años 1964 y 1976, obteniendo en total cinco medallas: bronce en Tokio 1964, oro en México 1968, dos bronces en Múnich 1972 y bronce en Montreal 1976. Ganó seis medallas en el Campeonato Mundial de Esgrima entre los años 1965 y 1975.

## Palmarés internacional
| Juegos Olímpicos   | Juegos Olímpicos          | Juegos Olímpicos  | Juegos Olímpicos    |
| Año                | Lugar                     | Medalla           | Prueba              |
| ------------------ | ------------------------- | ----------------- | ------------------- |
| 1964               | Tokio (Japón)             | Medalla de bronce | Florete por equipos |
| 1968               | Ciudad de México (México) | Medalla de oro    | Florete por equipos |
| 1972               | Múnich (RFA)              | Medalla de bronce | Florete individual  |
| 1972               | Múnich (RFA)              | Medalla de bronce | Florete por equipos |
| 1976               | Montreal (Canadá)         | Medalla de bronce | Florete por equipos |
| Campeonato Mundial |                           |                   |                     |
| Año                | Lugar                     | Medalla           | Prueba              |
| 1965               | París (Francia)           | Medalla de bronce | Florete por equipos |
| 1971               | Viena (Austria)           | Medalla de oro    | Florete por equipos |
| 1973               | Gotemburgo (Suecia)       | Medalla de oro    | Florete individual  |
| 1974               | Grenoble (Francia)        | Medalla de bronce | Florete por equipos |
| 1975               | Budapest (Hungría)        | Medalla de oro    | Florete individual  |
| 1975               | Budapest (Hungría)        | Medalla de oro    | Florete por equipos |